# 雅典鎮區 (密歇根州)
雅典鎮區（英語：Athens Township）是位於美國密歇根州卡爾霍恩縣的一個行政鎮區。

## 地方資料
雅典鎮區的面積為93.60平方千米，當中陸地面積為93.10平方千米，而水域面積為0.50平方千米。根據2020年美國人口普查的數據，當地共有人口2444人，而人口密度為每平方千米26.11人。